# Ковзанярський спорт на зимових Олімпійських іграх 2002
Змагання з ковзанярського спорту на зимових Олімпійських іграх 2002 тривали з 9 до 23 лютого на Олімпійському овалі Юти в Кернсі (США). Розіграно 10 комплектів нагород.

## Чемпіони та призери

### Таблиця медалей
| Місце               | Країна              | Золото | Срібло | Бронза | Загалом |
| ------------------- | ------------------- | ------ | ------ | ------ | ------- |
| 1                   | Нідерланди (NED)    | 3      | 5      | 0      | 8       |
| 2                   | Німеччина (GER)     | 3      | 3      | 2      | 8       |
| 3                   | США (USA)           | 3      | 1      | 4      | 8       |
| 4                   | Канада (CAN)        | 1      | 0      | 2      | 3       |
| 5                   | Японія (JPN)        | 0      | 1      | 0      | 1       |
| 6                   | Норвегія (NOR)      | 0      | 0      | 2      | 2       |
| Загалом (6 збірних) | Загалом (6 збірних) | 10     | 10     | 10     | 30      |

### Чоловіки
| Дисципліна   | Золото                        | Золото      | Срібло                       | Срібло   | Бронза                  | Бронза   |
| ------------ | ----------------------------- | ----------- | ---------------------------- | -------- | ----------------------- | -------- |
| 500 метрів   | Кейсі Фітцрендолф · США       | 69.23       | Хіроясу Сімідзу · Японія     | 69.26    | Кіп Карпентер · США     | 69.47    |
| 1000 метрів  | Ґерард ван Велде · Нідерланди | 1:07.18 WR  | Ян Бос · Нідерланди          | 1:07.53  | Джоуї Чік · США         | 1:07.61  |
| 1500 метрів  | Дерек Парра · США             | 1:43.95 WR  | Йохем Ейтдегаґе · Нідерланди | 1:44.57  | Одне Сендрол · Норвегія | 1:45.26  |
| 5000 метрів  | Йохем Ейтдегаґе · Нідерланди  | 6:14.66 WR  | Дерек Парра · США            | 6:17.98  | Єнс Боден · Німеччина   | 6:21.73  |
| 10000 метрів | Йохем Ейтдегаґе · Нідерланди  | 12:58.92 WR | Джанні Ромме · Нідерланди    | 13:10.03 | Лассе Сетре · Норвегія  | 13:16.92 |

### Жінки
| Дисципліна  | Золото                       | Золото     | Срібло                               | Срібло  | Бронза                     | Бронза  |
| ----------- | ---------------------------- | ---------- | ------------------------------------ | ------- | -------------------------- | ------- |
| 500 метрів  | Катріона Лемей-Доан · Канада | 74.75      | Моніке Ґарбрехт-Енфельдт · Німеччина | 74.94   | Забіне Фелькер · Німеччина | 75.19   |
| 1000 метрів | Кріс Вітті · США             | 1:13.83 WR | Забіне Фелькер · Німеччина           | 1:13.96 | Дженніфер Родріґес · США   | 1:14.24 |
| 1500 метрів | Анні Фрізінґер · Німеччина   | 1:54.02 WR | Забіне Фелькер · Німеччина           | 1:54.97 | Дженніфер Родріґес · США   | 1:55.32 |
| 3000 метрів | Клаудія Пехштайн · Німеччина | 3:57.70 WR | Ренате Ґруневолд · Нідерланди        | 3:58.94 | Сінді Классен · Канада     | 3:58.97 |
| 5000 метрів | Клаудія Пехштайн · Німеччина | 6:46.91 WR | Грета Сміт · Нідерланди              | 6:49.22 | Клара Г'юз · Канада        | 6:53.53 |

## Рекорди
Солт-Лейк-Сіті лежить високо над рівнем моря і це основна причина високих швидкостей на Олімпійському овалі Юти. Олімпійські рекорди встановлено у всіх 10-ти дисциплінах, а світові - у 8-ми з них.
| Дисципліна              | Дата      | Раунд   | Спортсмен           | Країна     | Час      | OR | WR |
| ----------------------- | --------- | ------- | ------------------- | ---------- | -------- | -- | -- |
| 500 метрів (чоловіки)   | 11 лютого | Заїзд 1 | Кейсі Фітцрендолф   | США        | 34.42    | OR |    |
| 1000 метрів (чоловіки)  | 16 лютого |         | Ґерард ван Велде    | Нідерланди | 1:07.18  | OR | WR |
| 1500 метрів (чоловіки)  | 19 лютого |         | Дерек Парра         | США        | 1:43.95  | OR | WR |
| 5000 метрів (чоловіки)  | 9 лютого  |         | Йохем Ейтдегаґе     | Нідерланди | 6:14.66  | OR | WR |
| 10000 метрів (чоловіки) | 22 лютого |         | Йохем Ейтдегаґе     | Нідерланди | 12:58.92 | OR | WR |
| 500 метрів (жінки)      | 13 лютого | Заїзд 1 | Катріона Лемей-Доан | Канада     | 37.30    | OR |    |
| 1000 метрів (жінки)     | 17 лютого |         | Кріс Вітті          | США        | 1:13.83  | OR | WR |
| 1500 метрів (жінки)     | 20 лютого |         | Анні Фрізінґер      | Німеччина  | 1:54.02  | OR | WR |
| 3000 метрів (жінки)     | 10 лютого |         | Клаудія Пехштайн    | Німеччина  | 3:57.70  | OR | WR |
| 5000 метрів (жінки)     | 23 лютого |         | Клаудія Пехштайн    | Німеччина  | 6:46.91  | OR | WR |

## Країни-учасниці
У змаганнях з ковзанярського спорту на Олімпійських іграх у Солт-Лейк-Сіті взяли участь спортсмени 23-х країн.
- Австрія (1)
- Білорусь (5)
- Бельгія (1)
- Канада (15)
- Китай (12)
- Чехія (1)
- Фінляндія (3)
- Франція (1)
- Німеччина (13)
- Угорщина (2)
- Італія (8)
- Японія (20)
- Казахстан (8)
- Південна Корея (12)
- Латвія (1)
- Нідерланди (17)
- Норвегія (7)
- Польща (4)
- Румунія (2)
- Росія (13)
- Швеція (1)
- Україна (2)
- США (17)